# Parastilomysis secunda
Parastilomysis secunda är en kräftdjursart som beskrevs av Valbonesi och Murano 1980. Parastilomysis secunda ingår i släktet Parastilomysis och familjen Mysidae. Inga underarter finns listade i Catalogue of Life.